# Cahiers de linguistique Asie orientale
Cahiers de linguistique Asie orientale (CLAO) est une revue scientifique à comité de lecture de linguistique fondée en 1977 par Viviane Alleton et Alain Peyraube au sein du Centre de recherches linguistiques sur l’Asie orientale (CRLAO), publiant des articles sur les langues d'Asie orientale,.
Elle est publiée depuis 2013 par les éditions Brill pour le compte du Centre de recherches linguistiques sur l’Asie orientale. Guillaume Jacques et Thomas Pellard en sont les rédacteurs en chef depuis 2014.
La revue est indexée dans les listes de référence de revue scientifiques comme Scopus, Scimago et ERIH PLUS.